# Belliena
Genre
Belliena est un genre d'araignées aranéomorphes de la famille des Salticidae.

## Distribution
Les espèces de ce genre se rencontrent au Venezuela, en Équateur et à la Trinité.

## Liste des espèces
Selon World Spider Catalog (version 18.0, 13/03/2017) :
- Belliena biocellosa Simon, 1902
- Belliena ecuadorica Zhang & Maddison, 2012
- Belliena flavimana Simon, 1902
- Belliena phalerata Simon, 1902
- Belliena scotti Hogg, 1918

## Publication originale
- Simon, 1902 : Description d'arachnides nouveaux de la famille des Salticidae (Attidae) (suite). Annales de la Société Entomologique de Belgique, vol. 46, p. 24-56 & 363-406 (texte intégral).